# Siegelsdorf (Veitsbronn)
Siegelsdorf (fränkisch: Siegls-doaf) ist ein Gemeindeteil der Gemeinde Veitsbronn im mittelfränkischen Landkreis Fürth in Bayern. Siegelsdorf liegt in der Gemarkung Veitsbronn.

## Geographie
Das Dorf liegt am Südufer der Zenn und bildet mit dem östlich gelegenen Bernbach eine geschlossene Siedlung. Im Süden grenzen die Gewerbegebiete Am Reitweg, Stöckacherstraße und Bruckleite an. Im Südwesten liegt das Flurgebiet Am Reutfeld, im Südosten die Geisleite. Der  Tuchenbach mündet zwischen Veitsbronn und Siegelsdorf von links in die untere Zenn ein.
Die Kreisstraße FÜ 17 führt über Bernbach nach Veitsbronn (0,8 km nordöstlich) bzw. über Kagenhof nach Raindorf (2,2 km westlich). Die FÜ 8 führt nach Veitsbronn (0,5 km nordöstlich) bzw. nach Seukendorf (2,5 km südlich). In Siegelsdorf zweigt die Bahnstrecke Siegelsdorf–Markt Erlbach von der Bahnstrecke Fürth–Würzburg ab.

## Geschichte
Der Ort wurde im Würzburger Lehenbuch von 1303 als „Siglasdorf“ erstmals urkundlich erwähnt. Das Bestimmungswort des Ortsnamens ist der Personenname Sigilo.
Gegen Ende des 18. Jahrhunderts gab es in Siegelsdorf 8 Anwesen. Das Hochgericht übte das brandenburg-ansbachische Stadtvogteiamt Langenzenn aus. Die Dorf- und Gemeindeherrschaft hatte das St.-Klara-Klosteramt. Grundherren waren die Gotteshäuser Burgfarrnbach und Seukendorf (1 Gütlein), die Deutschordenskommende Nürnberg (2 Güter), die Reichsstadt Nürnberg: St.-Klara-Klosteramt (1 Hof, 1 Gütlein, 1 Hirtenhaus), Landesalmosenamt (1 Hof) und der Nürnberger Eigenherr von Pömer (1 Gut).
Von 1797 bis 1808 unterstand der Ort dem Justiz- und Kammeramt Cadolzburg. Im Rahmen des Gemeindeedikts wurde Siegelsdorf dem 1808 gebildeten Steuerdistrikt Veitsbronn zugeordnet. Es gehörte auch der im selben Jahr gebildeten Ruralgemeinde Veitsbronn an.
Am 10. Juni 1928 ereignete sich ein Eisenbahnunfall in Siegelsdorf. Der Nachtzug D 47 entgleiste beim Überfahren der Zenngrundbrücke kurz vor Einfahrt in den Bahnhof Siegelsdorf. Dabei starben 24 Menschen, mehr als 100 wurden zum Teil schwer verletzt. Die Ursache war vermutlich mangelnde Wartung der Gleisanlagen nach dem Ersten Weltkrieg in Verbindung mit einer Lokomotive, die darauf besonders empfindlich reagierte.

### Baudenkmäler
- Bahnhofstr. 3 und 5: Bahnhof und Lagerhalle[10]
- Hauptstr. 11: Wohn- und Mühlengebäude[10]

### Einwohnerentwicklung
| Jahr      | 001818 | 001840 | 001861 | 001871 | 001885 | 001900 | 001925 | 001950 | 001961 | 001970 | 001987 |
| Einwohner | 54     | 49     | 59     | 98     | 103    | 245    | 293    | 1248   | 1724   | 1695   | 1794   |
| Häuser    | 8      | 10     |        |        | 17     | 21     | 34     | 106    | 219    |        | 373    |
| Quelle    | [ 12 ] | [ 13 ] | [ 14 ] | [ 15 ] | [ 16 ] | [ 17 ] | [ 18 ] | [ 19 ] | [ 20 ] | [ 21 ] | [ 22 ] |

## Religion
Der Ort ist seit der Reformation evangelisch-lutherisch geprägt und war ursprünglich nach St. Katharina (Seukendorf) gepfarrt, seit der ersten Hälfte des 20. Jahrhunderts ist die Pfarrei St. Veit (Veitsbronn) zuständig. Die Einwohner römisch-katholischer Konfession sind nach Heilig Geist (Veitsbronn) gepfarrt.

## Politik
Die SPD hat in Siegelsdorf seit 1908 einen eigenen Ortsverein. Er zählt zu den ältesten Ortsvereinen in Mittelfranken.